# Amintiri garantate
"Amintiri garantate" (titlu original We Can Remember It for You Wholesale) este o nuveletă scrisă de Philip K. Dick, publicată pentru prima dată în aprilie 1966 în The Magazine of Fantasy & Science Fiction. Ea prezintă clasicul amestec de realitate, amintiri false și amintiri reale. Titlul este o aluzie la musicalul din 1962 de pe Broadway I Can Get It for You Wholesale. În limba română a mai apărut și sub titlul Ne putem reaminti totul pentru dumneavoastră.

## Intriga
Douglas Quail, un om obișnuit, vrea să viziteze Marte. Deoarece nu își poate permite asta, el merge la o companie, Rekal Incorporated, care implantează amintiri. Tentativa de a-i implanta lui Quail amintiri marțiene vii despre viața ca agent secret scoate la lumină faptul că el chiar este un asasin guvernamental sub acoperire, având mintea plină de secrete periculoase. Cei de la Rekal îl scot repede pe Quail din sediul lor; în drum spre casă, el descoperă dovezi fizice în favoarea noilor sale amintiri vechi. În primă fază, guvernul îl vrea mort, dar Quail reușește să facă un târg: revine la Rekal pentru o nouă suprimare a amintirilor sale marțiene, primind în schimb un set de amintiri false care îi îndeplinesc visele sale eroice. Cei de la Rekal încep procedura de implantare a amintirilor - și descoperă un set diferit, mai vechi, de amintiri suprimate, care arată că amintirile nemaivăzute pe care le pregătesc să le insereze există deja acolo și sunt adevărate.

## Adaptări
Pornind de la această intrigă, în 1990 s-a realizat filmul Total Recall, cu Arnold Schwarzenegger în rolul principal. Eroul din film, redenumit Quaid, călătorește spre Marte, dar scena implantului inițial cu amintiri prefigurează multe dintre acțiunile viitoare - omoară oamenii răi, ia fata și salvează planeta. O întâlnire ulterioară cu un "Doctor de la Recall" (pe care Quaid îl ucide după ce vede că transpiră) care îi descrie procedura folosită în cazul eșuării implantării amintirilor, dezvăluie posibilitatea ca Quaid să fi suferit o lobotomie la sfârșitul filmului.
Scenariul păstrează o ambiguitate deliberată legată de răspunsul la întrebarea dacă evenimentele se petrec în lumea fizică sau doar în fantezia lui Quaid, aceasta fiind o decizie artistică a regizorului Paul Verhoeven. Transpunerea în roman a filmului (ISBN 0-380-70874-4), scrisă de Piers Anthony, a apărut în anul dinaintea premierei.
În iunie 2009, Columbia Pictures a anunțat că l-a angajat pe Kurt Wimmer să scrie un remake după Total Recall.

## Istoria publicării
"Amintiri garantate" a apărut prima dată în numărul din aprilie 1966 al revistei The Magazine of Fantasy & Science Fiction. De atunci, a fost republicată în următoarele culegeri:
- The Preserving Machine (1969)
- The Collected Stories of Philip K. Dick: Volume V (1987)
- The Little Black Box (1990)
- We Can Remember It for You Wholesale (1990)
- The Philip K. Dick Reader (1997)
- Minority Report (2002) - ro. Furnica electrică
- Selected Stories of Philip K. Dick (2002)

## Ecranizări
- Total Recall (film din 1990)
- Total Recall (film din 2012)

## Vezi și
- Listă de povestiri după care s-au făcut filme